# Churchill's Island
Churchill's Island é um filme-documentário em curta-metragem canadense de 1941 dirigido e escrito por Stuart Legg. Venceu o Oscar de melhor documentário de curta-metragem na edição de 1942.